# 868
868 (осемстотин шестдесет и осма) година по юлианския календар е високосна година, започваща в четвъртък. Това е 868-ата година от новата ера, 868-ата година от първото хилядолетие, 68-ата година от 9 век, 8-а година от 7-о десетилетие на 9 век, 9-а година от 860-те години.